# София Юлиана фон Лайнинген-Дагсбург-Харденбург
София Юлиана фон Лайнинген-Дагсбург-Харденбург(на немски: Sophia Juliane von Leiningen-Dagsburg-Hardenburg; * 27 ноември 1654; † 24 януари 1716) е графиня от Лайнинген-Дагсбург-Харденбург.
Тя е дъщеря на граф Фридрих Емих фон Лайнинген-Дагсбург-Харденбург (1621 – 1698) и съпругата му графиня Сибила фон Валдек-Вилдунген (1619 – 1678), дъщеря на граф Кристиан фон Валдек-Вилдунген (1585 – 1637) и съпругата му графиня Елизабет фон Насау-Зиген (1584 – 1661).
София Юлиана се омъжва 1682 г. за Филип Бернхард фон Белин. Бракът е бездетен.